# Friedrich Materna
Friedrich Materna (ur. 21 stycznia 1885 w miejscowości Dvorce u Bruntálu na Morawach, zm. 11 listopada 1946 w Wiedniu) – generał piechoty Wehrmachtu podczas II wojny światowej.

## Życiorys
18 sierpnia 1904 został mianowany na stopień kadeta–zastępcy oficera ze starszeństwem z 1 września tego roku w korpusie oficerów piechoty i wcielony do Pobrzeżnego Kraińskiego Pułku Piechoty Nr 97 w Trieście. W latach 1910–1913 był słuchaczem Szkoły Wojennej w Wiedniu. W 1914 był oficerem sztabu 4 Brygady Piechoty w Jarosławiu, pozostając oficerem nadetatowym IR. 97. Na stopień kapitana został mianowany ze starszeństwem z 1 maja 1915.
Stopień generał majora armii austriackiej otrzymał w roku 1935, kiedy był członkiem ministerstwa obrony (Bundesministerium für Landesverteidigung). W tym okresie przewodził departamantowi wyszkolenia.
Po przyłączeniu Austrii do III Rzeszy 12 marca 1938 został wcielony do Wehrmachtu i otrzymał dowodzenie nad 45 Dywizją Piechoty. Funkcję tę sprawował do 1940 roku. Od 17 października 1940 do 10 września 1942 dowodził XX Korpusem Armijnym, a od 1 lutego do 10 grudnia 1943 XVII Okręgiem Wojskowym z siedzibą w Salzburgu. Następnie przeszedł do rezerwy, aby ostatecznie odejść z armii 1 września 1944.

## Ordery i odznaczenia
- Krzyż Żelazny I klasy
- Krzyż Żelazny II klasy
- Krzyż Rycerski (5 sierpnia 1940)

W czasie służby w c. i k. Armii otrzymał:
- Order Korony Żelaznej 3. klasy z dekoracją wojenną i mieczami,
- Krzyż Zasługi Wojskowej 3 klasy z dekoracją wojenną i mieczami,
- Signum Laudis Brązowy Medal Zasługi Wojskowej z mieczami na wstążce Krzyża Zasługi Wojskowej,
- Krzyż Jubileuszowy Wojskowy[3].